# مشروع القنبلة الذرية السوفيتي
المشروع السوفيتي لتطوير قنبلة ذرية هو برنامج بحث وتطوير بالغ السرية بدأ خلال الحرب العالمية الثانية في أعقاب اكتشاف الاتحاد السوفيتي أعمال الأميركيين والبريطانيين والكنديين في مشروع مانهاتن. كان المشروع تحت إدارة عالم الفيزياء النووية إيجور خرشاتوف، بينما كانت الأعمال اللوجستية العسكرية والاستخباراتية تدار من قبل المفوض الداخلي لافرينتي بيريا. استفاد الاتحاد السوفيتي من جهود دائرة التجسس النووي الناجحة للغاية التي كانت جزءًا من مديرية المخابرات الرئيسية التابعة لهيئة الأركان العامة في الجيش السوفيتي. خلال الحرب العالمية الثانية، بدأ جوزيف ستالين البرنامج بعد أن تلقى رسالة من الفيزيائي جورجي فليروف يحثه على البدء في الأبحاث، وأضاف فليروف أنه يشتبه منذ فترة طويلة أن العديد من حلفاء الحرب العالمية الثانية قد بدءوا بالفعل العمل سرًا على إنتاج السلاح بعد اكتشاف الانشطار النووي سنة 1939 م. ومع ذلك، وبسبب الحرب الدامية والكثيفة مع ألمانيا النازية، لم تكن الجهود واسعة النطاق. سرّع السوفييت برنامجهم بعد الهجوم النووي على هيروشيما وناجازاكي. اتهم المشروع النووي السوفياتي بأنه جمع معلوماته الاستخبارية من برنامج التسلح النووي الألماني، وكذلك من الجهود النووية الأميركية. بعد الحرب، وسّع الاتحاد السوفياتي منشآته البحثية ومفاعلاته العسكرية، ووظّف العديد من العلماء للعمل بها.
وبفضل نجاح عملية نقل التقنيات النووية الألمانية إلى الاتحاد السوفيتي، ونجاح جهود الاستخبارات الذرية، نجح السوفييت في إجراء أول تجربة لسلاح نووي سمي إر ده إس - 1، التي أطلق عليها اسم عملية البرق الأول في 29 أغسطس 1949 م، في سيميبالاتينسك، كازاخستان. وبنجاح هذا الاختبار، أصبح الاتحاد السوفيتي الدولة الثانية بعد الولايات المتحدة التي تفجر قنبلة نووية.

## الجهود المبكرة

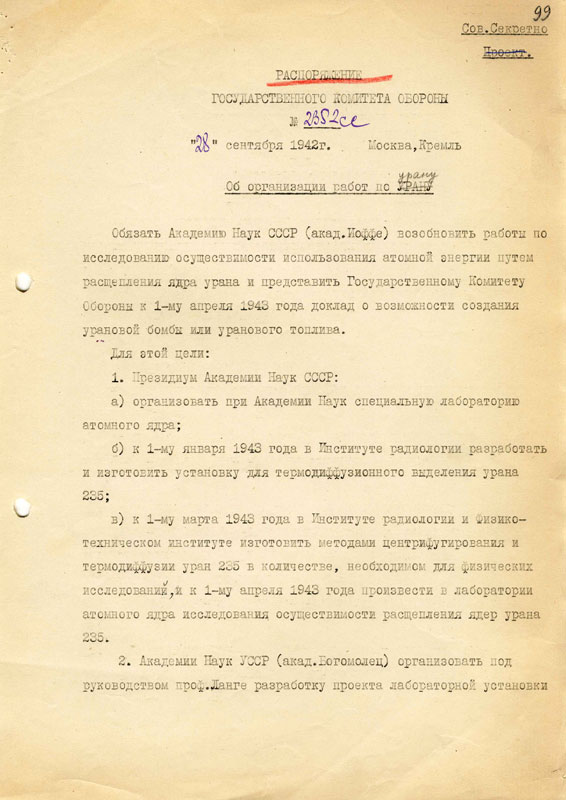
وثيقة من لجنة الدفاع عن الدولة في الاتحاد السوفيتي بشأن تنظيم العمل بمشروع القنبلة النووية

### خلفية عن نشأة البرنامج وأصوله
في فترة مبكرة تعود إلى عام 1910 في روسيا، أُجري بحث مستقل حول العناصر المشعة من قبل العديد من العلماء الروس. على الرغم من الصعوبات التي واجهتها الأكاديمية الروسية للعلوم خلال الثورة الوطنية في عام 1917، والحرب الأهلية العنيفة التي تلتها في عام 1922، بذل العلماء الروس جهودًا ملحوظة صوب النهوض بأبحاث الفيزياء في الاتحاد السوفيتي في ثلاثينيات القرن العشرين. قبل الثورة الأولى عام 1905، طالب عالم المعادن فلاديمير فرنادسكي علنيًا أكثر من مرة بإجراء مسح لرواسب اليورانيوم في روسيا، لكن لم يُستجاب لأي من مطالبه.
ولكن، مُولت هذه الجهود المبكرة بصورة مستقلة وخاصة من قبل العديد من المنظمات حتى عام 1922 عندما بدأ معهد الراديوم في بتروغراد (الآن سانت بطرسبرغ) بعملية البحث والتصنيع.
من عشرينيات القرن العشرين وحتى أواخر ثلاثينيات القرن العشرين، كان الفيزيائيون الروس يجرون بحثًا مشتركًا مع نظرائهم الأوروبيين حول تطوير الفيزياء الذرية في مختبر كافندش الذي كان يديره الفيزيائي النيوزيلندي إرنست رذرفورد، وهو المختبر الذي درس فيه جيورجي جاموف وبيوتر كابيتسا وأجريا أبحاثهما.
وُجهت الأبحاث المؤثرة نحو تطوير الفيزياء النووية من قبل أبرام يوفي، الذي كان مدير معهد لينينغراد الفيزيائي التقني (إل بّي تي آي)، بعد أن رعى مختلف البرامج البحثية في مختلف المدارس التقنية في الاتحاد السوفيتي. أعطى اكتشاف النيوترون من قبل الفيزيائي البريطاني جيمس تشادويك أيضًا أفقًا واعدة لنمو برنامج إل بّي تي آي، مع تشغيل أول مسرع دوراني للطاقات الأكثر من مليون إلكترون فولت، وإجراء «الانقسام» الأول للنواة الذرية من قبل جون كوكروفت وإرنست والتون. بدأ الفيزيائيون الروس في الضغط على الحكومة، من أجل الاهتمام بتطوير العلوم في الاتحاد السوفيتي، والذي لم يتلق اهتمامًا كبيرًا بسبب الاضطرابات التي نشأت خلال الثورة الروسية وثورة فبراير. وُجه أيضًا بحث سابق نحو الاستكشاف الطبي والعلمي للراديوم، والذي يمكن استخلاصه من مياه البئر من حقول نفط أوختا.
في عام 1939، أعلن الكيميائي الألماني أوتو هان عن اكتشافه للانشطار، والذي تحقق عن طريق عملية تقسيم اليورانيوم بالنيوترونات التي تنتج عنصر الباريوم الأخف وزنًا. وأدى ذلك في النهاية إلى إدراك العلماء الروس ونظرائهم الأمريكيين، أن هذا التفاعل يمكن أن يكون له أهمية عسكرية. أثار هذا الاكتشاف علماء الفيزياء الروس، وبدأوا في إجراء تحقيقاتهم المستقلة حول الانشطار النووي، وكان الهدف الرئيسي منه هو الوصول إلى توليد للطاقة، إذ كان كثيرون يشككون في إمكانية إنتاج قنبلة ذرية في أي وقت قريب. قاد الجهود المبكرة ياكوف فرينكل (عالم فيزياء متخصص في المادة المكثفة)، الذي أجرى أول الحسابات النظرية لميكانيكا الأوساط المتصلة المتعلقة مباشرة بعلم الحركة المجردة لطاقة الترابط النووي في عملية الانشطار في عام 1940. خلص عمل جورجي فليروف وليف روسينوف التعاوني على التفاعلات الحرارية إلى أنه بين 3 و1 نيوترون ينبعث في الانشطار وذلك بعد أيام فقط من توصل فريق فردريك جوليو كوري إلى استنتاجات مماثلة.

### الحرب العالمية الثانية وأهمية قابلية التنفيذ العاجلة للمشروع
بعد ضغوط قوية من العلماء الروس، أنشأت الحكومة السوفياتية في البداية لجنة كانت تهدف إلى معالجة «مشكلة اليورانيوم» والتحقق من إمكانية التفاعل التسلسلي وفصل النظائر. كانت اللجنة لمعالجة مشكلة اليورانيوم غير فعالة بسبب الغزو الألماني للاتحاد السوفيتي الذي حد في النهاية من التركيز على الأبحاث إذ انخرطت روسيا في نزاع دموي على طول الجبهة الشرقية للأعوام الأربعة التالية. لم يكن لبرنامج الأسلحة النووية السوفياتي أهمية وكان معظم العمل غير سري لأن الأبحاث كانت تنشر باستمرار باعتبارها معلومات متاحة للعامة في المجلات الأكاديمية.
تجاهل الزعيم السوفياتي جوزيف ستالين، معظم المعرفة الذرية التي كان يمتلكها العلماء الروس وجعل معظم العلماء يعملون في علم الفلذات والتعدين أو الخدمة في الفروع التقنية للقوات المسلحة السوفيتية خلال معارك الجبهة الشرقية للحرب العالمية الثانية في الأعوام من 1940 إلى 1942.
في الأعوام 1940-1942، لاحظ جورجي فليروف، الذي كان عالم فيزياء روسيًّا يخدم ضابطًا في القوات الجوية السوفيتية، أنه على الرغم من التقدم المحرز في مجالات أخرى من الفيزياء، فإن العلماء الألمان والبريطانيين والأمريكيين توقفوا عن نشر الأبحاث حول العلوم النووية، ومن الواضح أنه كان لكل منهم برامج بحثية سرية نشطة.
في أبريل 1942، وجه فليروف رسالتين سريتين إلى ستالين، يحذره من عواقب تطوير الأسلحة الذرية: «... ستكون العواقب كبيرة للغاية [بحيث] لن يكون من الضروري تحديد من الملام على حقيقة أن هذا المشروع أهمل في بلدنا». أكدت الرسالة الثانية، التي كتبها فليروف وقسطنطين بترازاك، بشدة على أهمية «قنبلة اليورانيوم»: «من الضروري تصنيع قنبلة يورانيوم دون أي تأخير».
عند قراءة رسائل فليروف، سحب ستالين على الفور علماء الفيزياء الروس من خدماتهم العسكرية وأعطى الموافقة على مشروع قنبلة ذرية، تحت إشراف فيزيائي الهندسة أناتولي ألكساندروف والفيزيائي النووي إيجور خرشاتوف. لهذا الهدف، أُنشئ المختبر رقم 2 بالقرب من موسكو تحت إشراف خرشاتوف. وفي الوقت نفسه نُقل فليروف إلى دوبنا، حيث أسس مختبر التفاعلات النووية، مع التركيز على العناصر الاصطناعية والتفاعلات الحرارية. في أواخر عام 1942، قامت هيئة الدفاع عن الدولة بتفويض البرنامج رسميًا للجيش السوفيتي، مع جهود لوجستية كبرى في زمن الحرب لاحقة تحت إشراف لافرينتي بيريا، رئيس المفوضية الشعبية للشؤون الداخلية (إن كيه ڤي دي).
في عام 1945، أُنشئ موقع أرزاماس 16 بالقرب من موسكو بقيادة ياكوف زيلدفيتش ويولي خاريتون اللذان أجريا حسابات على نظرية الاحتراق النووي، إلى جانب إسحاق بوميرانتشوك. على الرغم من الجهود المبكرة والمستعجلة، فقد ذكر المؤرخون أن الجهود المبذولة في صنع قنبلة باستخدام اليورانيوم المخصص لصنع الأسلحة النووية بدت ميؤوسًا منها للعلماء الروس. كان إيجور خرشاتوف الذي ساورته الشكوك بالعمل من أجل الوصول لقنبلة اليورانيوم، قد أحرز تقدمًا في صنع قنبلة باستخدام البلوتونيوم المخصص لصنع الأسلحة النووية بعد أن قدمت إن كيه ڤي دي له بيانات بريطانية عن القنبلة.
تغير الوضع بصورة كبيرة عندما علم الاتحاد السوفيتي بالقصف الذري على هيروشيما وناجازاكي في عام 1945.
مباشرةً بعد القصف الذري، سيطر المكتب السياسي السوفيتي على مشروع القنبلة الذرية من خلال إنشاء لجنة خاصة للإشراف على تطوير الأسلحة النووية في أقرب وقت ممكن. في 9 أبريل 1946، أنشأ مجلس الوزراء كي بي-11 (مكتب التصميم-11) الذي عمل على وضع أول تصميم للأسلحة النووية، استنادًا بصورة أساسية على المقاربة الأمريكية وتُفجر باستخدام البلوتونيوم المخصص لتصنيع الأسلحة النووية. من هذه النقطة، نُفذ العمل على البرنامج بسرعة، الذي أدى إلى أول مفاعل نووي بالقرب من موسكو في 25 أكتوبر 1946.

## التنظيم والإدارة
من 1941 إلى 1946، تعاملت وزارة الشؤون الخارجية للاتحاد السوفيتي مع اللوجستيات الخاصة بمشروع القنبلة الذرية، إذ كان وزير الخارجية فياتشيسلاف مولوتوف يتحكم في اتجاه البرنامج. ولكن مولوتوف كان مديرًا ضعيفًا، قاد إهماله إلى ركود البرنامج. على عكس الإدارة العسكرية الأمريكية لمشروعهم للقنبلة الذرية، وُجه البرنامج السوفيتي من قبل كبار الشخصيات السياسية مثل مولوتوف ولافرينتي بيريا وجورجي مالينكوف وميخائيل بيرفوخين، ولم يكن هناك أعضاء عسكريون.

## وصلات خارجية
- Cold War: A Brief History
- On the Soviet Nuclear Scent
- Video archive of Soviet Nuclear Testing نسخة محفوظة 4 يناير 2013 at Archive.is at sonicbomb.com